# Vlaamse Radio- en Televisieomroep
(De) Vlaamse Radio- en Televisieomroeporganisatie (ung. Flamländska radio- och televisionsutsändningsorganisationen), eller VRT, är den organisation som står för public service-utsändningar av radio och TV i Flandern (den norra, nederländskspråkiga delen av Belgien).

## Namn- och organisationshistoria
Mellan 1960 och 1991 hette VRT BRT (Belgische Radio- en Televisieomroep). Från 1930 till 1960 hade NIR (Belgisch Nationaal Instituut voor Radio-omroep) ansvarat för radio- och tv-sändningar (från 1953). Politikerna kom fram till att namnet inte längre var lämpligt, då BRT endast sände program på nederländska (medan RTBF enbart hade program på franska). Därför bytte BRT 1991 namn till BRTN (Belgische Radio- en Televisieomroep Nederlandstalige Uitzendingen). I samband med en stadgeändring 1998 ändrades namnet ännu en gång till det nuvarande VRT.
Sedan 1950 har VRT tillsammans med sin franskspråkiga motsvarighet RTBF ett gemensamt medlemskap i Europeiska radio- och TV-unionen, den europeiska organisation för public service-organisationer som bland annat organiserar Eurovision Song Contest.

## TV-kanaler
Detta är de VRT-kanaler som för närvarande är aktiva. (Tidigare har också kanalerna Sporza och BRTN TV2 funnits.)
- één (Nederländska för: ett), huvudkanalen, tidigare känd som VRT TV1. Startad 1953.
- Ketnet, barnkanal
- Canvas, "kvalitetskanal".
- één+, Ketnet+, Canvas+, extramaterial som ibland finns tillgänglig via digital kabel (för Ketnet+ and Canvas+ också via DVB-T).
- één HD sänder sedan sommar-OS 2008 över de flesta kabel- och satellittjänster i Flandern och Nederländerna.

Ketnet och Canvas sänder på olika tider i samma TV-kanal, VRT2 (Ketnet från klockan 7 på morgonen till 8 på kvällen och Canvas på övriga tider). Kanalen, som tidigare hette BRTN TV2, började sina utsändningar 1970.

## Radiokanaler
VRT sänder radio dels analogt (FM och AM) och dels digitalt (DAB och DVB-T). Alla kanaler sänds också live över internet.
Internationella utsändningar går genom VRT:s Radio Vlaanderen Internationaal (RVi).

### Kanaler som sänds både analogt och digitalt
- Radio 1, nyheter, information och kultur
- Radio2, "populär" kanal
- Klara, kanal för klassisk musik (tidigare Radio 3)
- Studio Brussel, "ung och alternativ" kanal
- MNM, hitmusik (tidigare radio Donna)
- Radio Vlaanderen Internationaal (RVi), kanal för personer från andra länder i Belgien och för belgare i andra länder.

### Kanaler som endast sänds digitalt
- Radio 1 Classics, klassisk pop och rock, startad 27 januari 2009
- Radio 2 Topcollectie XL, "easy listening", med fokus på flamländska artister, startad 27 januari 2009
- Klara continuo, klassisk musik utan prat
- Klara Jazz, startad 27 januari 2009
- Studio Brussel Rock It!, startad 27 2009
- Nieuws+, upprepningar av den senaste nyhetsutsändningen
- MNM Hits, populärmusik utan uppehåll